# Axel Granqvist
Axel Granqvist, född 18 september 1999, svensk orienterare som tävlar för Nacka-klubben OK Ravinen.
Efter att ha vunnit silvermedaljer vid såväl junior-VM som junior-EM och medaljer av olika valörer vid svenska juniormästerskap blev Granqvist som senior guldmedaljör vid SM 2021 och 2023 i knock-out sprint, och dessutom silvermedaljör vid SM 2021 i stafett. 
Han ingår 2024 i det svenska utvecklingslandslaget.
Granqvist uttogs av Svenska Orienteringsförbundet att  representera Sverige vid student-VM 2024 i Bansko i Bulgarien. Här vann han en guldmedalj på medeldistansen. och en bronsmedalj i stafett.